# Kinney-tó
A Kinney-tó (angolul Kinney Lake, franciául Lac Kinney) a kanadai Brit Columbia tartományban, a Mount Robson Provincial Parkban található.
A tó a Robson folyó kiszélesedése, mely a Fraser folyó mellékfolyója.
Nevét Arthur Philemon Coleman kanadai geológustól kapta, aki barátjával, George Kinneyvel járta be a környéket és az utóbbi látta meg először a tavat.